# L'espulsione
L'espulsione (Die Austreibung) è un cortometraggio muto del 1923 diretto da Friedrich Wilhelm Murnau della durata di quaranta minuti.
Il film - basato sul lavoro teatrale di Carl Hauptmann e sceneggiato da Thea von Harbou - è andato distrutto durante la Seconda guerra mondiale.

## Trama
Steyer vive tra i Monti dei Giganti insieme ai genitori e a Ludmila, la sua seconda moglie. La donna, giovane e bella, lo tradisce disinvoltamente con Lauer, un cacciatore, ma gli racconta che l'uomo li frequenta perché è innamorato di Änne, la figlia di primo letto di Steyer. Ingannato e fiducioso, Steyer va a ballare con la moglie e, ubriaco, vende la casa e cerca di combinare il matrimonio tra Lauer e Änne. Ma, in una notte, gli crolla il mondo addosso: non solo la moglie sparisce senza dirglia una parola, ma Steyer perde anche la casa dove viveva con tutta la famiglia.

## Produzione
Il film fu prodotto dalla Decla-Bioscop AG. Venne girato in Polonia, tra i Monti dei Giganti, luogo di nascita di Carl Hauptmann, l'autore del dramma teatrale da cui prende spunto il soggetto del film.

## Distribuzione
Distribuito dalla Decla-Film, uscì nelle sale cinematografiche tedesche dopo essere stato presentato a Berlino il 23 ottobre 1923 all'Ufa-Theater Kurfürstendamm. In Germania è conosciuto con i titoli Die Austreibung e Die Austreibung - die Macht der zweiten Frau.
Non si conoscono copie ancora esistenti della pellicola e il film viene considerato presumibilmente perduto.